# リガ攻勢
リガ攻勢（リガこうせい）は、第一次世界大戦における戦いのひとつ。4日間の戦闘でドイツ軍はリガを占領し、ロシア軍を撃退した。

## 背景
1915年8月ドイツ軍がリガ前面に停止して以来、ロシア軍はリガに橋頭陣地を敷き、絶えず独東方軍の北翼を脅威していた。
二月革命でロシア帝政が倒れた後の1917年夏、露ケレンスキー軍がガリツィアにおいて攻勢を執ったが（ケレンスキー攻勢）、中央同盟国軍の反撃により撃退される。ドイツ野戦軍参謀次長ルーデンドルフは東方大軍参謀長ホフマン大佐に、ガリツィア方面から抽出した兵力を東部戦線に止めておくので、これをリガ橋頭堡攻略のため使用してもよいと告げ、ホフマンは直ちに攻勢準備に取り掛かった。
本攻勢のドイツ最高統帥部の抱く企図は、サンクトペテルブルク街道付近においてロシア軍に決定的勝利を得、かつこれにより第8軍の戦面を短縮して東部戦線から西部戦線に転用できる兵力を増大させることにあった。別の一面においては、リガを攻略すればガリツィアで敗北していたロシア軍の厭戦気分をさらに助長促進し、ロシア国民を講和に傾かせられるとの思惟があった。

## 作戦計画
ドイツ軍の作戦計画の概要は以下の通りである。
急襲的にドビナ川を渡河してその後迅速に攻撃を敢行し、ロシア軍をプレスコウ（プスコフ）に通じる鉄道及び大街道から遮断する。
このために十分な兵力をもって東方を援護させるとともに、リガ西北方に通じる道路上で予期されるロシア軍の抵抗を打破するため迅速な前進を敢行させる。
北方に前進する兵団は、リガ橋頭堡にある露軍師団を包囲殲滅する決戦的任務を有する。
この目的を達するためには、もちろん東北方から予期されるロシア軍の増援部隊を防止する必要がある。
リガ付近にあるロシア軍予備隊の戦場到着は攻撃開始後数時間内には予期しない。
陽動の渡河攻撃は右翼フリードリヒシュタット付近で実施し、東方隣接地区における露軍を吸引する。
ウェンデン(リガ東方約80km)方面から露軍予備隊が来援するであろうが、その到着には鉄道をもって輸送するも時間がかかるであろう。

## 両軍の態勢
攻撃を担当したドイツ第8軍は、自軍の正面から第19予備師団、第203猟兵師団、第202猟兵師団の3個師団を抽出し、これを突破正面に増援として送った。
東方大軍司令官は主としてガリツィア戦場から第4軍団、第1後備軍団、第23予備軍団の3個軍団司令部を始め、第1近衛猟兵師団、第2近衛猟兵師団、近衛補充師団、第20猟兵師団、第42猟兵師団、第14バイエルン猟兵師団、第75予備師団、第77予備師団並びに必要十分な砲工兵部隊を本作戦のため第8軍に増援した。その他第8軍は第1騎兵師団のほか1個騎兵旅団を増加された。
ドイツ軍サイドの塹壕背後の森には、重迫撃砲100門、中迫撃砲130門、軽迫撃砲320門が配備され、A～Dの砲兵群として編成された。これらの指揮官はゲオルク・ブルフミュラー大佐に直接報告する。ブルフミュラー大佐は突破正面の全砲兵を指揮していた。
1917年8月頃、独第8軍に対するロシア軍はパルスキーの指揮する第12軍であった。その陣容は第6シベリア軍団(歩兵4個師団と1個旅団)、第2シベリア軍団(歩兵4個師団と1個旅団及び騎兵1個師団)、第13後備軍団(歩兵3個師団)である。第12軍をもってリガ橋頭を、第21軍団をもってイックスキュール方面ドビナ河の北岸を占領していた。ロシア第12軍はこのほかに軍予備として歩兵2個師団、騎兵1個師団を有し、別に1個師団を迅速に招致できる情況にあった。
ロシア軍の陣地線は大体3帯に分けられる。第1陣地帯はフリードリヒシュタットからドビナ河右岸を経てリガ西南方の橋頭陣地の間において3線に構築されていた。第2陣地帯は第1陣地帯の後方2～3kmの地線に2線に構築。第3陣地帯は小エーゲル河北岸の線に設けられた。

## 経過
8月26日独第8軍司令官フーチェルは攻撃を9月1日と定め、これを下達した。しかし9月1日直前の天候気象は、専門家の観測によればガス攻撃に適当ではないとの報告があり、攻撃時期を延期すべきか否か司令部内に論議が起こった。しかしながら9月1日以後においても天候は回復しないのみならずさらに悪化するであろうとの観測により、9月1日予定の渡河攻撃を決行することを決めた。

### 9月1日
午前4時、計画に従いドイツ軍はガス砲撃を開始。青十字弾と緑十字弾を混ぜた毒ガス弾は計20,650発にも達した。また地上に停滞した濃霧はガスの効果を増大させた。捕虜の言によれば、ロシア兵は大きく動揺して多数の砲兵陣地を放棄し、さらに最前線歩兵陣地もを放棄したという。
午前6時ロシア軍歩兵陣地に対し効力射を始めた。ロシア軍砲兵はガス弾によって完全に制圧され、応射する者は少なかった。架橋開始前にはロシア軍の全砲兵はほとんど沈黙してしまった。午前8時40分、ドイツ軍は一部の兵をもってボルコウィッツ島を攻撃し、援護射撃陣地を占領した。午前9時12分、ドイツ軍各師団の歩兵は火炎放射器班を伴って渡河を開始。ドイツ軍戦闘機は低空を飛行し機関銃でロシア軍の散兵壕、砲兵、集合している部隊などを射撃し、歩兵を援護した。午前10時には、ドイツ軍第一線師団の先頭部隊はリガ―オーゲル鉄道線を越え、ドイツ軍飛行機はロシア軍部隊が退却中であるのを発見した。
ドイツ中央兵団の先進部隊である第14バイエルン猟兵師団長v.Rauchenberger中将は2個連隊を第一線とし、重点をその内翼に置き他師団と連携を取ることなく北方に突入した。師団の両側は、引き続き上陸する諸大隊をもってこれを援護した。師団は午前10時35分早くもSchwanen湖両側のロシア軍第二線陣地を奪取。残りの1個連隊をもって午後1時イックスキュール停車場付近まで進出した。第14バイエルン猟兵師団長は軍命令の趣旨により、さらに一部を小エーゲル河の線に進撃。渡河点を占領するため師団騎兵に歩兵1個大隊と火砲1門をつけて先遣させた。この間師団左連隊方面でロシア軍が反撃に転じたが撃退された。この頃左右両翼の第2近衛猟兵師団と第19予備師団は第一次占領線に到達した。第14バイエルン猟兵師団は午後9時頃小エーゲルの線に達したが、渡河点をロシア軍から奪取できなかった。

### 9月2日
ドイツ軍による早朝の空中偵察は濃霧のため妨害されたが、その後実施した結果リガ橋頭陣地の撤退を認め、ところどころにロシア軍の退却の徴候ともいうべき火災が起こっていた。リガ―ウェンデン間、ペテルブルクにいたる鉄道上では列車の往復が頻繁でリガから東北方面に通じる道路上にもロシア兵の退却する縦隊を発見した。
ドイツ軍右翼兵団はドビナ河渡河後、後続部隊と合流して早朝から前進を開始した。部隊はオーゲルガール―ツルカイン間に展開し、右側援護についた。ロシア軍はこれに反撃を加えたが、ことごとく撃退された。
ドイツ中央兵団も後続隊と合流して前進を開始し、小エーゲル河地区の森林地帯ではロシア軍と激烈な戦闘を行った。ドイツ中央兵団は右翼地区に向かって行われたロシア軍の逆襲を騎兵師団と協力して撃退しつつ前進。ベルシンを経てローデンボイスに向かった。ロシア軍はローデンボイス地区には数個の決死大隊を残し、軍主力の退却を援護させた。決死大隊は勇敢に戦い、熾烈な白兵戦を挑んだが、ついに撃退されてしまった。
ドイツ左翼兵団は早朝からリガを目標に前進した。しかしその前方、キルヒホルム―マッシイン間にはロシア軍の堅固な援護陣地があり、しかもドビナ河の北岸一帯は湿地で前進が困難だった。またダーレン島やドビナ河西岸からのロシア軍の砲撃が左翼兵団の前進を阻んでいた。そのため左翼兵団は、その左翼部隊にロシア軍の右翼方面に対して砲撃を中心とした攻撃を行い、その間右翼部隊に小エーゲル河両岸を前進させようとした。ロシア軍はリガ、ビッケルン方面から逆襲を試みたが不成功に終わった。こうしてドイツ左翼兵団各縦隊の先頭は夕方にはリガに接近しつつあった。
ロシア第12軍司令官パルスキーは、ドイツ軍がエーゲル河畔に進出したとの報告を受けるや全軍に退却を命じた。このためリガの西方地区にある兵団をすべて後退させ、リガ市中央を流れるドビナ河の二大橋梁を爆破してドイツ軍の使用を妨げた。

### 9月3日
ドイツ右翼兵団は前日の線にとどまって守備に徹した。ドイツ中央兵団は、ロシア軍の抵抗を除去して前進し、夕方にはツンシユッペ河の線に達した。さらに夜間に北方に向かい鉄道線路を越えて、兵団右翼縦隊はヒンゼンブルクへ向かい、左縦隊はビルスネックに前進した。
ドイツ左翼兵団は前進を継続し、午前11時ついに先頭部隊がリガを占領した。

### 9月4日
ドイツ中央兵団はさらに前進し、早朝ロシア軍の退路であるリガ―ウェンデンの大街道に達して多数の鹵獲品を得た。ロシア軍は東北に向かって潰走し、これらはビルスネック付近でドイツ軍の追撃にあい多数の車両、火砲、その他軍需品がドイツ軍の手に落ちた。

## 結末
ドイツ軍はリガを占領し、ロシア軍の完全な退却をもって作戦を終了した。ドイツ軍は捕虜8000人、火砲262門、機関銃150挺の戦果を獲得。ドイツ軍のリガにおける損失は第一次大戦の基準からすれば軽微なほうで、死傷者42,000人だった。フーチェルのこの勝利は最高統帥部に深い印象を与えた。ルーデンドルフはこの作戦に着想を得て西部戦線での大攻勢を計画することとなる。フーチェルとブルフミュラーはこの大攻勢の準備に参加するため西部戦線に異動した。
本作戦中、砲兵、特に毒ガス弾は大きな効果を挙げた。ドイツ軍の使用したガス弾の総計は116,400発にも達する。砲兵部隊の活躍はブルフミュラーによるところが大きい。ある歩兵将校はブルフミュラーを評して、「砲兵の射撃は正確適切であったので、我が歩兵のドビナ河渡河は舟遊にも等しかった」と証言している。しかしフーチェルかブルフミュラーがリガで新しいスタイルの戦争を実施したといわれるのは誇張がある。リガの戦いは、砲撃、突破、包囲という大戦初期における東部戦線のドイツ軍の作戦パターンに沿ったものだったからである。
リガの戦いは、戦術レベルというよりは作戦レベルで後のドイツ軍の攻勢のモデルとなる。敵部隊を奇襲し、敵配置の弱点に対し精鋭部隊を集中させ、敵部隊の一部を包囲するため縦深突破を行うことの価値を証明した。しかしリガの戦いの様相は半世紀以上にもわたるドイツ軍の作戦術の性格をも表している。したがって、おそらくリガの戦いが起こっていなくても1918年のドイツ軍の攻勢は同じような作戦的性格を有していただろうとブルース・グドムンドソンは述べている。